# 洲鎌栄一
洲鎌 栄一（すがま えいいち、1975年12月18日 - ）は、日本の元プロボクサー。第49代日本フェザー級王者。尼崎ボクシングジム所属。
兵庫県尼崎市出身。尼崎市立尼崎産業高等学校卒業。

## 来歴
小学校から高校生までは野球少年で、辰吉丈一郎の試合を見てボクシングに目覚めた。高校卒業後近くにある尼崎ジムに入門。入門した頃から強打の持ち主で、センスのいいボクシングだった。プロデビュー前は天下一品塚口店でアルバイトをしていた時期があり、ほとんど毎日「こってりラーメン」を食べていた。
1996年4月6日、プロデビュー。松下忠隆（北陸石丸）を1R1分6秒KO勝利。
4連勝で全日本ジュニアフェザー級新人王決定戦に西軍代表として挑戦。阪東タカを5RTKOで下し、全日本新人王となった。
1998年10月27日、福本博章（木下）に10R判定負け。プロ初の敗北となり11連勝でストップ。
2000年10月18日、7連勝の後、パワフル本望（オサム）に10R判定負けで2負目を喫す。
2001年9月1日、2連勝で横浜アリーナで雄二・ゴメス（八王子中屋）の日本フェザー級に挑戦。6R1分9秒TKO勝ちし、日本タイトルを獲得。
2002年12月15日、3度防衛の後大之伸くま（福間スポーツ）に、9R2分34秒KO負けし、王座を奪われる。
2004年7月24日、池仁珍の持つWBC世界フェザー級タイトルに韓国ソウル市セントラルシティミレニアムホールで挑戦。6Rにはダウンを奪うがダウンとして取られず、10R1分4秒でKO負けを喫し、引退。
引退後は一時西日本協会のジャッジやレフェリーとして活動していたが、現在は引退して業界から身を引いている。

## 獲得タイトル
- 第49代日本フェザー級王座 (防衛3)